# Spring Valley (Wisconsin)
Spring Valley é uma vila localizada no estado norte-americano de Wisconsin, no Condado de Pierce e Condado de St. Croix.

## Demografia
Segundo o censo norte-americano de 2000, a sua população era de 1189 habitantes.
Em 2006, foi estimada uma população de 1272, um aumento de 83 (7.0%).

## Geografia
De acordo com o United States Census Bureau tem uma área de
11,6 km², dos quais 9,7 km² cobertos por terra e 1,9 km² cobertos por água. Spring Valley localiza-se a aproximadamente 277 m acima do nível do mar.

## Localidades na vizinhança
O diagrama seguinte representa as localidades num raio de 20 km ao redor de Spring Valley.